# Laurentiuskirche (Bludenz)

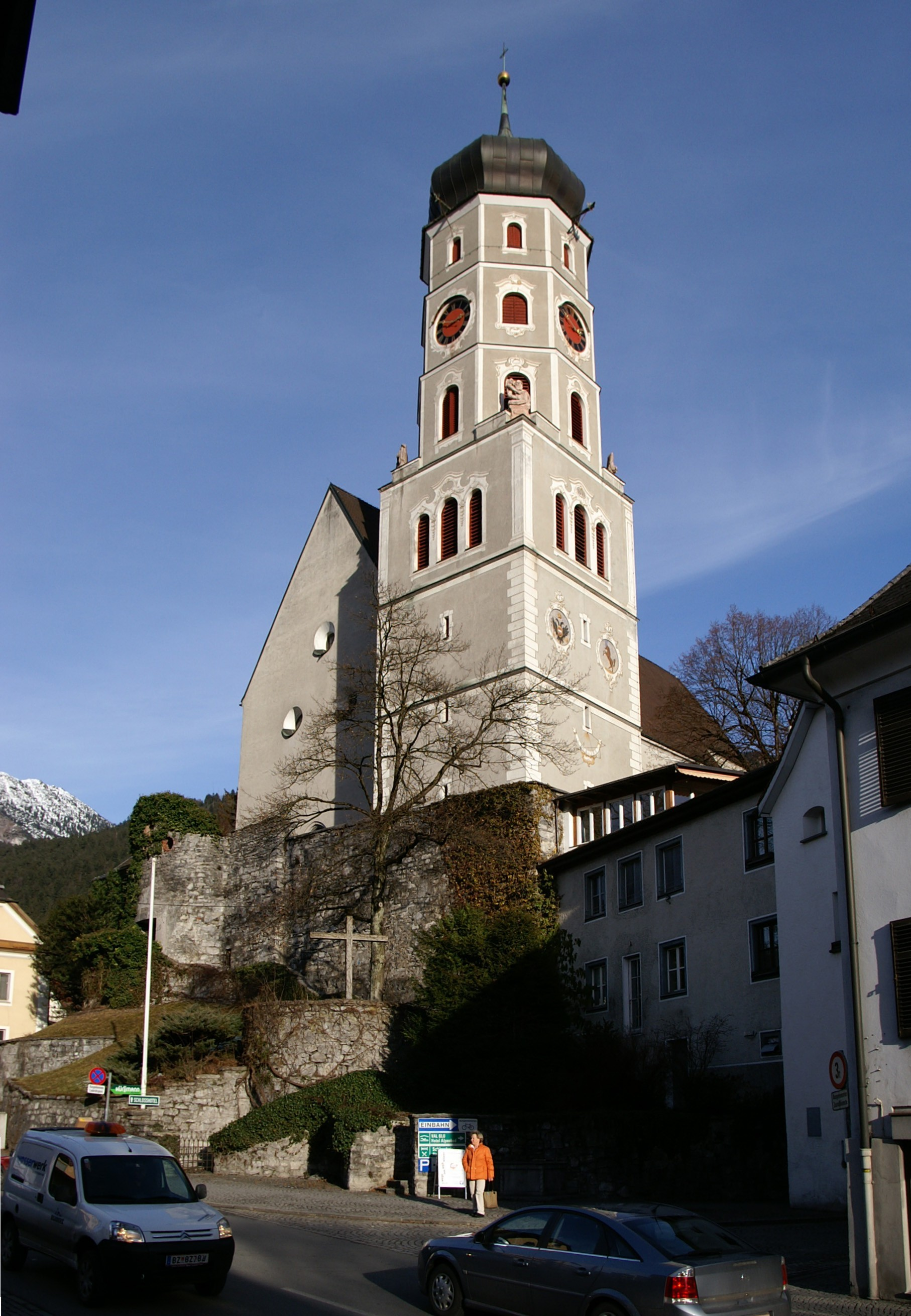
Kirche Hl. Laurentius von Südwesten, davor das begehbare Kriegerdenkmal von Alfons Fritz

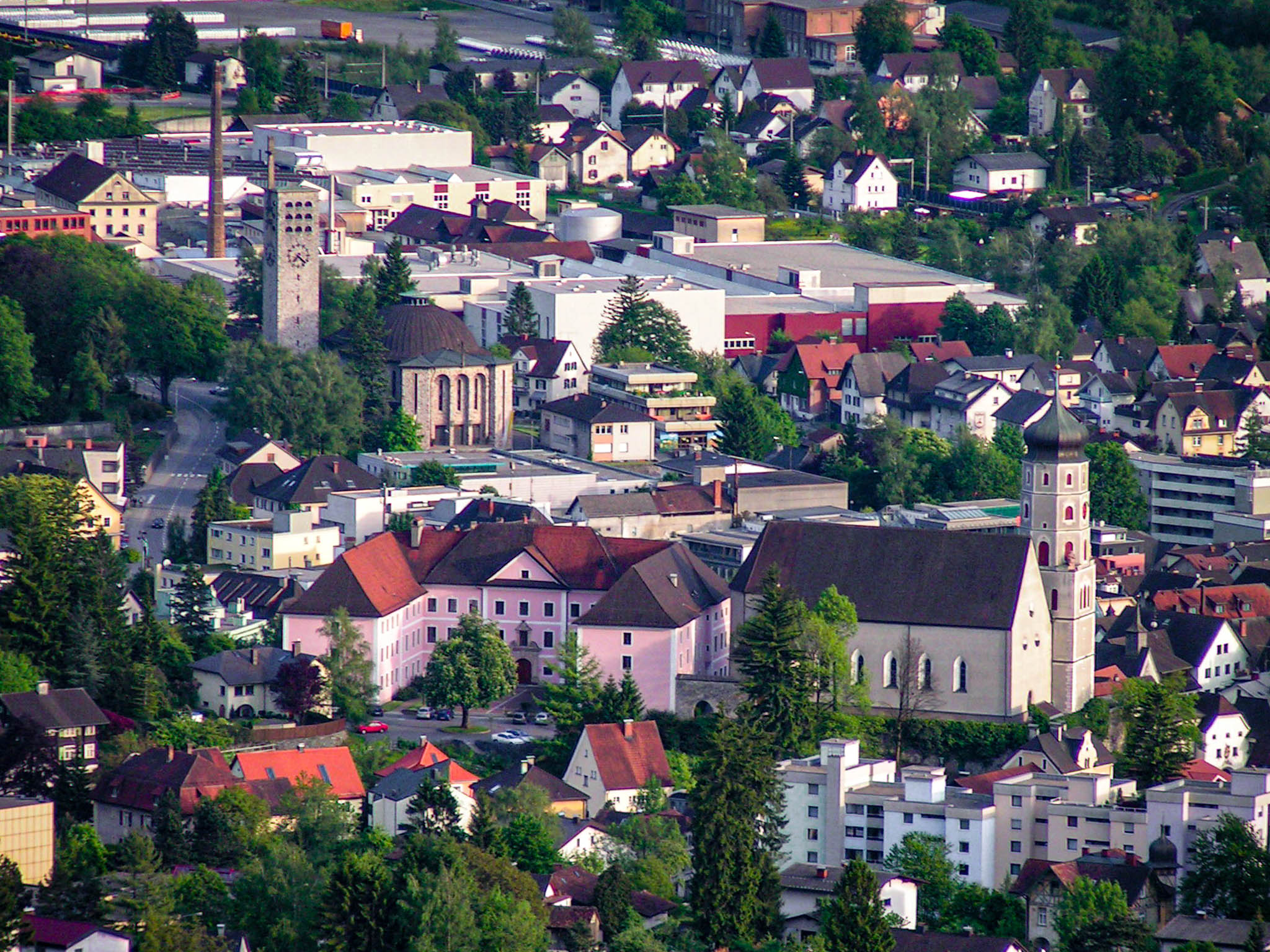
Das Schloss Gayenhofen neben der Laurentiuskirche, dahinter die Stadtpfarrkirche Heiliges Kreuz

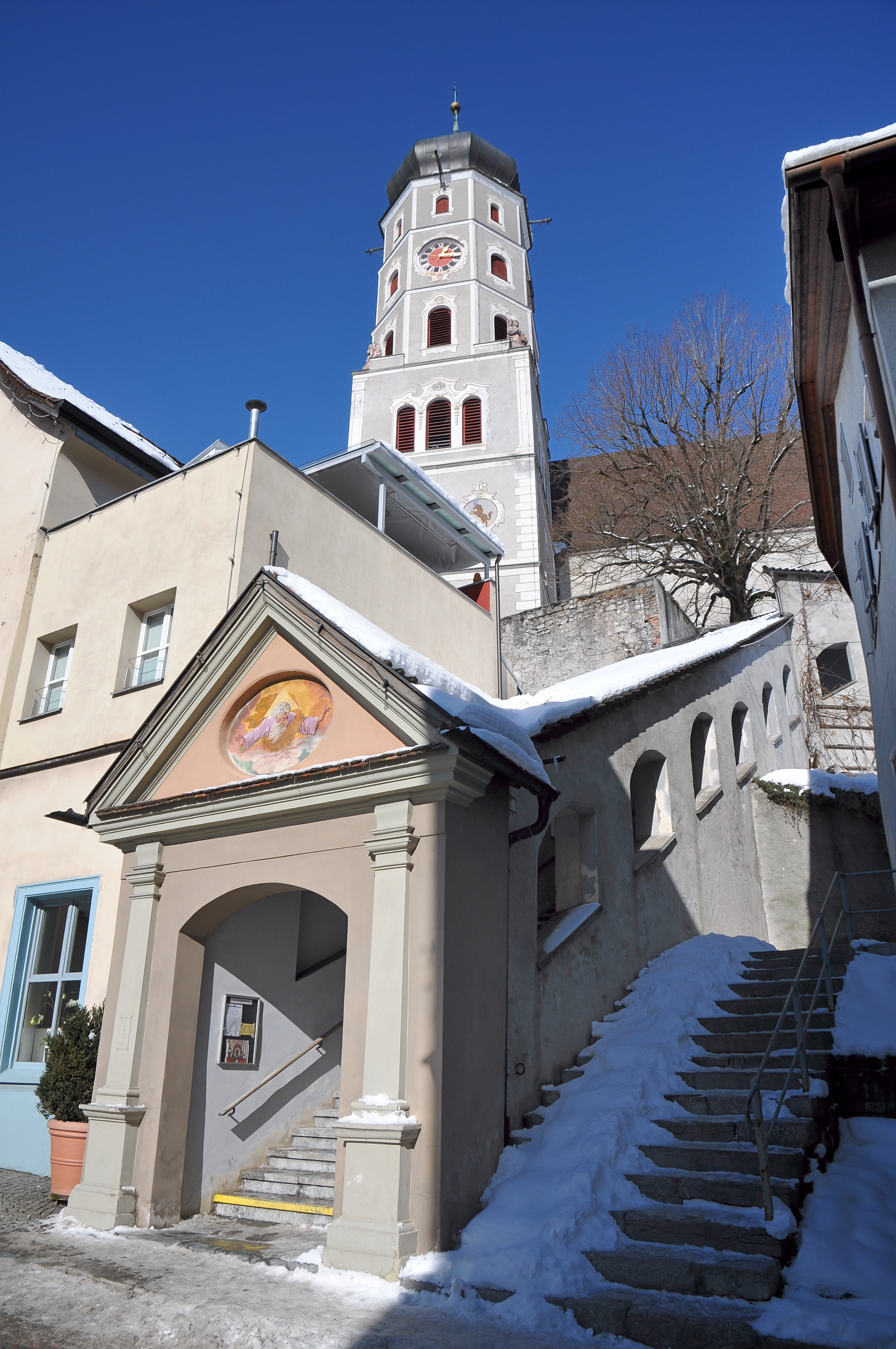
Aufgang (gedeckte Schloßstiege und Freitreppe) von der Herrengasse 1

Die Laurentiuskirche ist eine römisch-katholische Kirche in der Stadt Bludenz. Sie gehört zur Seelsorgestelle Heilig Kreuz im Dekanat Bludenz-Sonnenberg der Diözese Feldkirch.

## Lage mit gedecktem Stiegenaufgang
Die Kirche steht in beherrschender Höhe neben dem barocken Schloss Gayenhofen über der Stadt und ist vom Schloss her durch einen Mauerbogen erreichbar. Weiters erreichbar ist die Kirche über eine gedeckte Stiege, welche beim Oberen Stadttor und Stadtmuseum westlich des Hauses Herrengasse 1 beginnt. Ihr Verlauf ist zweifach gewinkelt. Sie wurde im Jahre 1694 errichtet und im Jahre 1840 erneuert. Der Pilasterportikus trägt im Giebelfeld ein Fresko Gott Vater von Florus Scheel nach Schnorr. Am oberen Ausgang ist rechts ein Wappengrabstein aus dem Jahre 1684 für Johann Baptist Salomon und Frau Maria Kunigunde von Salomonsegg, geborene Schatz von Liebfeld, gestorben 1669. Der zweite Stiegenaufgang im Westen wurde im Jahre 1830 errichtet und trägt im Tympanon ein Ovalfresko von Florus Scheel. Eine weitere Freitreppe beginnt zwischen den Häusern Herrengasse 9 und 13 und trifft an ihrem oberen Ende auf die vom Oberen Tor heraufziehende Stiegenanlage.

## Geschichte
Die Kirche war vermutlich im Jahre 806 eine Eigenkirche der Karolinger und fiel im Jahre 940 an das Bistum Chur. Die Laurentiuskirche ist die Mutterkirche der Seelsorgen in den Dekanaten Bludenz-Sonnenberg und Montafon. 

## Kirche
Der Kirchenbau aus dem 14. Jahrhundert wurde nach einem Stadtbrand im Jahre 1491 bis 1514 wieder aufgebaut. Das 1514 geweihte gotische Langhaus wurde in den Jahren 1742 bis 1743 vom Architekten Andreas Schmidt verlängert und blieb dann in seiner Bausubstanz bis heute unverändert. Im Jahre 1928 wurde die Kirche renoviert und von 1967 bis 1968 mit Konrad Honold restauriert. Das mächtige geostete gotische Langhaus mit eingezogenem Chor steht unter einem Satteldach. Nördlich und südlich wurden 1770 zweigeschoßige Sakristeien angebaut. Die Kirche hat Spitzbogenfenster, Kreisfenster und zwei Spitzbogenportale.

### Turm und Glocken
Der wuchtige Kirchturm ist 48 m hoch und wurde von 1667 bis 1670 nach einem Plan des Feldkircher Jesuitenpaters Maximilian von Lerchenfeld unter Gabriel Simon, Christoph Schweler und Konrad Albrecht anstelle eines Beinhauses errichtet. Der dreigeschoßige viereckige Grundturm mit drei Rundbogenöffnungen im oberen Geschoß und darüber an den vier Ecken die Büsten der vier Evangelisten aus Stein vom Bildhauer Johann Bin. Darüber folgt ein dreigeschoßiger Achteckturm mit Rundbogenöffnungen und Zwiebelhaube. Diesem Turmbau, nach dem Vorbild vieler in Bayrisch-Schwaben stehender Kirchtürme errichtet, folgten in Vorarlberg zahlreiche weitere Türme gleichen Stils, bspw. die der Kirchen von Bartholomäberg, Vandans (alte Kirche), Raggal, sowie der von St. Jodok Schruns, und weitere. An der Südseite des Turmes sind die Wappen Kaiseradler und das Stadtwappen Bludenz von Johann Matthias Jehly aus dem Jahre 1857, 1897 von J. Jehly restauriert. Darunter ist eine Sonnenuhr (1670) angebracht, 1968 von Konrad Honold restauriert.
Die Turmuhr von 1924 stammt aus der Werkstatt von Eugen Hörz (Ulm).
Das Geläut der Laurentiuskirche besteht aus drei Glocken. Zwei von ihnen sind durch ihr Alter so wertvoll, dass sie vom Einschmelzen für Rüstungszwecke in beiden Weltkriegen ausgenommen wurden. 
- Die große Glocke ist die jüngste. Diese Stahlglocke wurde 1923 von den Böhlerwerken in Kapfenberg gegossen. Sie wiegt 3207 kg, hat einen Durchmesser von 190 cm und den Schlagton b° -5.
- Die zweite Glocke ist die Zwölfe- oder Susanna-Glocke aus dem Jahre 1506 von Martin Kisling und Hans Folmer II. aus der Biberacher Gießhütte. Sie hat ein Gewicht von 2000 kg, einen Durchmesser von 142 cm und erklingt auf den Ton es´ +3. Sie ist außergewöhnlich reich verziert und mit einer umfangreichen Inschrift versehen,
- Glocke drei ist die Elfe- oder Laurentiusglocke aus dem Jahre 1545, gegossen von Hans von Malin mit einem Gewicht von 750 kg, einem Durchmesser von 110 cm und dem Schlagton g´ -1.[3]
- Eine vierte Glocke, die Evangelium-Glocke, ist seit dem Zweiten Weltkrieg noch nicht ersetzt worden.[4]

Die kleinen Glocken hängen bzw. hingen in der unteren Glockenstube, die große hängt darüber im achteckigen Turmaufsatz.

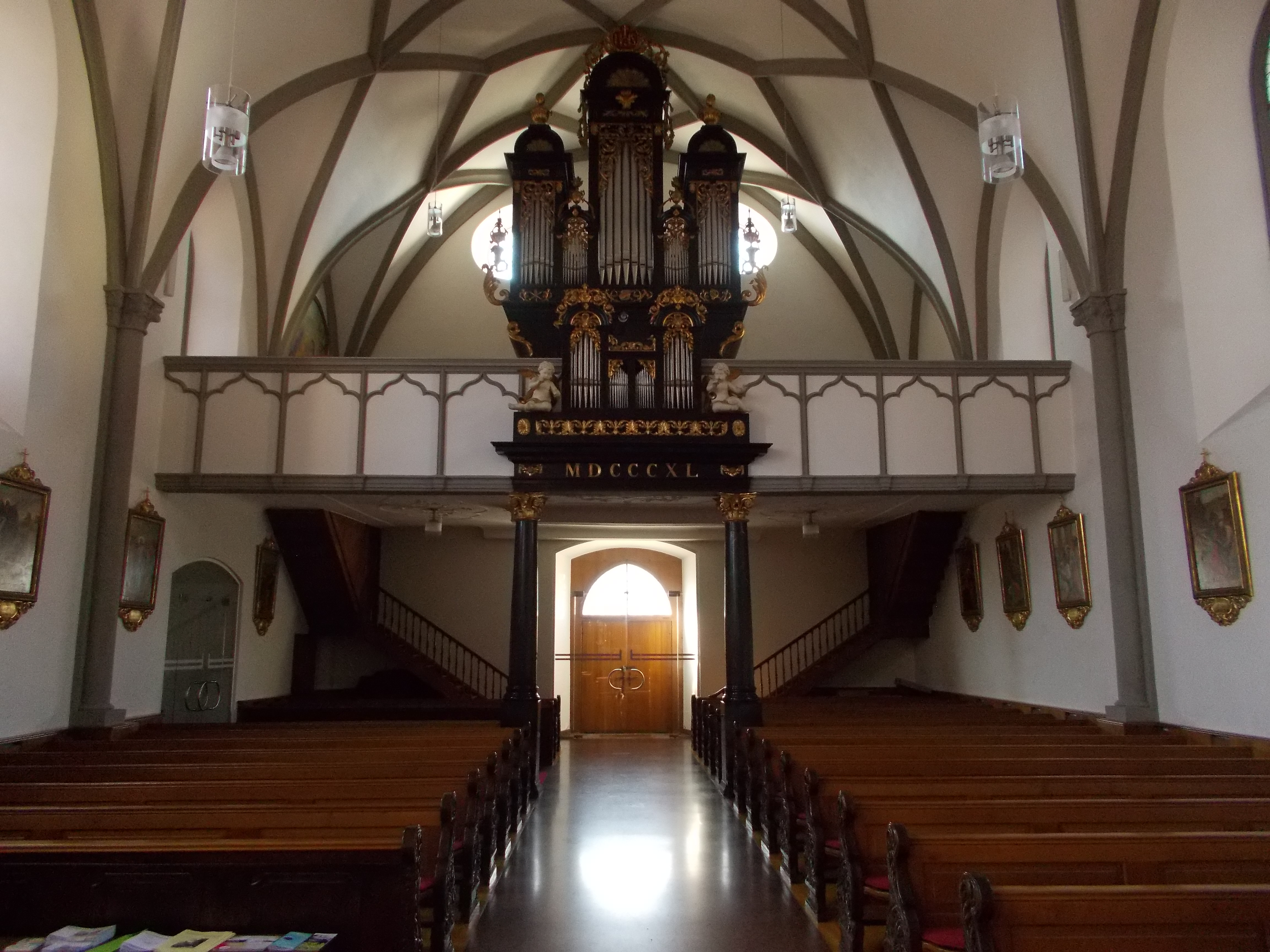
Innenansicht mit 1840 (römische Jahreszahl) umgebauter Empore

### Ausstattung
Chor und Landhaus sind mit einem Netzrippengewölbe überwölbt. Im Chor ist ein Fresko Christus als Weltenrichter und Engel mit Leidenswerkzeugen vom Maler Josef Fuchs aus dem Jahre 1857. 
1720 wurde der Hochaltar aus schwarzem Marmor errichtet. Das Altarbild Maria mit Kind, Hll. Andreas und Laurentius und das Oberbild Drei Erzengel wurden vom Schweizer Künstler Melchior Paul von Deschwanden im Jahre 1862 geschaffen. Die Stationsbilder des Kreuzweges schuf Anton Jehly 1888.
Im Chor sind Grabstätten der Grafen von Werdenberg-Heiligenberg und eine Kreuzigungsgruppe vom Feldkircher Künstler Erasmus Kern.
Empore und Orgel
Eine erste Orgel der Laurentiuskirche ist auf etwa 1602 datiert. Die Empore aus dem Jahre 1740 mit beidseitigem Aufgang steht in ihrer Mitte auf zwei Marmorsäulen, die untere Emporendecke hat eine Stuckverzierung. Johannes Allgäuer (Feldkirch) errichtete 1746 ein größeres Orgelwerk. Karl Mauracher (1789–1844) baute im Jahr 1836 eine Orgel. 1840 erfolgte ein Umbau der Empore. Das jetzige Orgelwerk errichteten die Gebrüder Mayer 1875/76 im Gehäuse und mit Pfeifenmaterial der Vorgängerorgel. 1970 von Edmund Hohn überholt, verfügt es über 22 Register auf zwei Manualen und Pedal.

## Kriegerdenkmal
Das Kriegerdenkmal wurde nach einem Plan von Alfons Fritz im Jahre 1928 errichtet. Im Aufgang ist ein Fresko Salvator von Hans Bertle.